# Ranieri de' Calzabigi
Ranieri de' Calzabigi, född 23 december 1714 i Livorno, död i juli 1795, var en italiensk författare.
Calzabigi var ämbetsman vid den nederländska beskickningen i Wien. Han skrev textböckerna till Christoph Willibald Glucks Orféo (1762), Alceste (1767) och Paris ed Helena (1769), och var för Gluck en värdefull hjälp i dennes reformatoriska strävanden på operans område.